# Seu Ring-haï
Seu Ring-haï (en anglais Seo Young-hae, coréen : 서영해, « Seu Ring-haï » est la graphie de son nom coréen sinisé), de son nom de naissance Seo Hee-soo est un indépendantiste coréen, journaliste et écrivain en français, né le 13 janvier 1902 à Pusan et disparu en 1949, ou 1956. Il a été très actif entre la fin des années 1920 et milieu des années 1940. Il a promu la légitimité de l'indépendance de la Corée à Paris et au sein de l'élite européenne avec ses activités diplomatiques et sa production écrite,.
Il était correspondant diplomatique du gouvernement provisoire de Corée à Paris.
C'est une figure du nationalisme coréen.

## Biographie
Il est né en Corée en 1902 ou le 13 janvier 1904. Fils de Shue Tchou et Kim Thébou.
En 1919, à l'âge de 17 ans, il participe, pendant la période de la colonisation japonaise, au Mouvement du 1er mars 1919 qui revendique l'indépendance de la Corée. Durant la même année 1919, de crainte d'être retrouvé par les autorités japonaises il choisit l'exil en Chine, à Shanghai,, et il rejoint le gouvernement provisoire de la République de Corée (qui est fondé à Shanghai en avril 1919) et il en devient le membre le plus jeune.
Durant cette même année 1919, il obtient la nationalité chinoise. Kim Kyu-sik, ancien ministre des Affaires étrangères du gouvernement provisoire de la République de Corée, lui suggère d'aller étudier en France, qui était le centre névralgique de la diplomatie dans le monde, alors que son choix initialement se portait sur les États-Unis.

### Études en France et mouvement indépendantiste
Le 13 décembre 1920, Seu rejoint la France, incité par le Gouvernement provisoire de la République de Corée à apprendre le français et à animer un mouvement indépendantiste en Europe.
Il a fait ses classes de lycée en France à Beauvais ainsi qu'à Chartres, au Lycée Marceau. Il a étudie à la faculté des Lettres, mais il a stoppe cette faculté à la mort de son père. Il reprend des études l'École des Hautes Études Sociales (ou à l'École supérieure de journalisme).
En 1929, il fonde l'agence de presse « Korea » (ou « Koréa » ou « Agence Korea »),,, à sa résidence 7 rue Malebranche, à Paris,.
Il est pigiste pour des journaux français, par laquelle il devient journaliste.
Il a écrit dans de nombreuses revues et journaux, dans le quotidien coréen « Bough Ibba », la revue « Revue Égyptienne », le journal new-yorkais « The New Korea ». En France, entre 1928 et 1929, il a participe à la revue « Europe » (créée par Romain Rolland) et à la revue « Monde ».
En 1934, il est nommé représentant en France du gouvernement provisoire de la République de Corée,,, au même moment Syngman Rhee (futur président en Corée du Sud) est nommé représentant du gouvernement provisoire de la République de Corée aux États-Unis. Plus tard, il sera nommé ambassadeur de ce même gouvernement. Il s'intéressait beaucoup, avec les élites européennes, à la paix internationale. Il était correspondant de Kim Koo, et LI Jin-Mieung le juge comme étant, un représentant n'ayant « pas joué un rôle diplomatique significatif ».
Il est membre en 1936 du « Comité de Lutte contre la Guerre et le Fascisme ».
En 1937, à la suite de son mariage avec Elisabeth C. Braeur (une artiste autrichienne), il a un enfant, nommé Stefan Seo. Cette relation se finira pendant la seconde guerre mondiale, du fait de cette guerre.
Seu fait l'objet d'une surveillance de la part des services de police français, pour ses activités de lutte contre le colonialisme. Il fait l'objet en novembre 1936 d'un rapport de police transmis à la direction des Renseignements Généraux et des Jeux.
Avec ses contributions dans la presse, il a révélé la brutalité du système colonial japonais en Corée et s'est efforcé de transmettre aux européens la culture et l'histoire de la Corée, il participe notamment aux « Rencontres internationales » de 11 janvier 1936.
En mars 1945, le gouvernement français demande la création de relations diplomatiques avec le gouvernement provisoire de la République de Corée, à la suite de cette demande le 12 mars 1945, Seu Ring-haï représente le gouvernement provisoire en France comme ambassadeur,,.

### Retour en Corée
Avec la libération de la Corée après la seconde guerre mondiale, il retourne en Corée en 1947 il enseigne le français à Séoul dans l'Université pour femmes Ewha. Alors qu'il était pressenti pour être ministre des affaires étrangères, il n'obtient aucun poste au gouvernement, du fait qu'il soit partisan de la ligne de Kim Gu (adversaire de Syngman Rhee, qui prônait un gouvernement unifié pour toutes les Corées). Après l'assassinat de Kim Gu, n'ayant pas de raisons de rester en Corée, il veut retourner en France avec sa nouvelle femme Miss Hwang Soon-jo. Il quitte Séoul en octobre 1948.

### Retour en France et mort
Lors de leur voyage pour le retour en France, ils font une escale à Shanghai en Chine, mais au même moment la Chine devient communiste. Sa nouvelle femme retourne alors en Corée grâce à son passeport coréen, Seu n'a pas de passeport coréen, il a le passeport chinois et est donc bloqué en Chine,. Son histoire après cet événement n'est pas clair, il aurait vécu en Corée du Nord, sa date de mort et le lieu de sa mort reste un mystère, il pourrait être décédé en 1949 ou en Corée du Nord en 1956 mais il n'y a pas de preuve appuyant ou démentant cette thèse.
Il aurait travaillé à l'école affiliée du gouvernement provisoire coréen pour l'éducation de la personnalité des résidents coréens à Shanghai jusqu'en 1956.

## Œuvres
- « Autour d'une vie coréenne », Agence Korea, 1929, 189 p.

À la fin de son ouvrage « Autour d'une vie coréenne » Seu Ring-haï reprend la déclaration d'indépendance publié par le bureau d'information coréen. L'ouvrage est traduit en coréen en 2019 sous le nom « 어느 한국인의 삶 ».
- « Les Coréens en Mandchourie : extraits du rapport Ritten avec commentaire de Syngman Rhee » Agence Korea, 1933.
- « Miroir, cause de malheur ! et autres contes coréens », éditions Eugène Figuière, Paris, 1934. (Réédition en 1977 en Corée : So Yong-hae 서영해, Miroir, cause de malheur ! Et autres contes coréens, Saemunsa 새문사, collection d’Est en Ouest)
- Article de journal : « Le problème de la Corée » dans la revue Esprit

## Récompenses
- 1995, il reçoit l'« Ordre de la Médaille patriotique de la Fondation nationale » (건국훈장 애국장이) de la Corée du Sud[19],[8].

### Notices
- VIAF
- ISNI
- BnF (données)
- IdRef
- Corée du Sud